# Nossa Senhora do Perpétuo Socorro
Nossa Senhora do Perpétuo Socorro est un quartier de la ville brésilienne de Santa Maria, au Rio Grande do Sul. Il est situé dans le district de Sede.

## Sous-quartiers
Le quartier possède les ensembles (vilas) suivants : Perpétuo Socorro, Vila do Carmo, Vila Getúlio Vargas, Vila Jane, Vila Neumayer, Vila Nossa Senhora do Perpétuo Socorro, Vila Tietze.

## Galerie

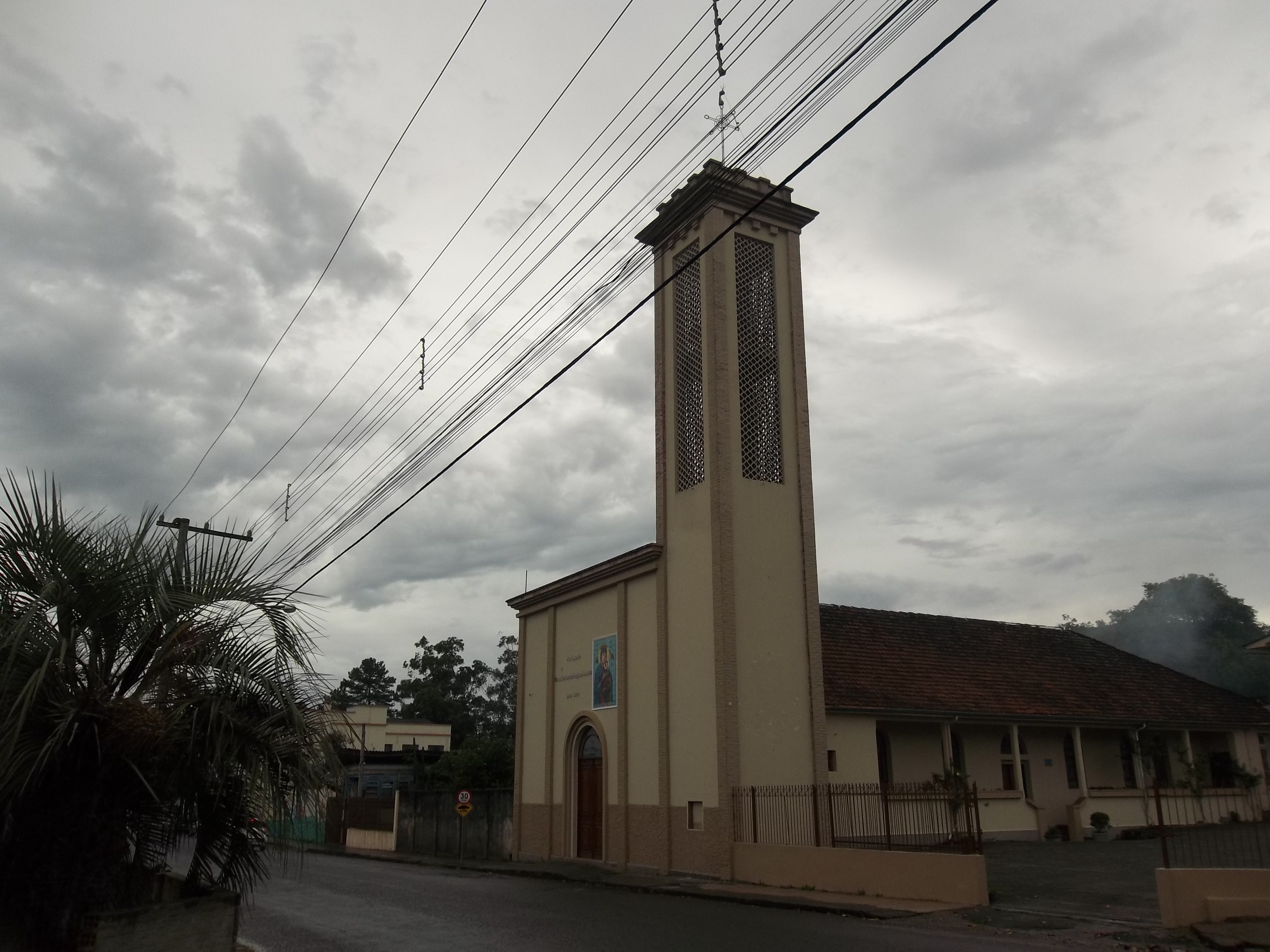
Igreja N.-S. Perpétuo Socorro (église Notre-Dame-du-Perpétuel-Secours).
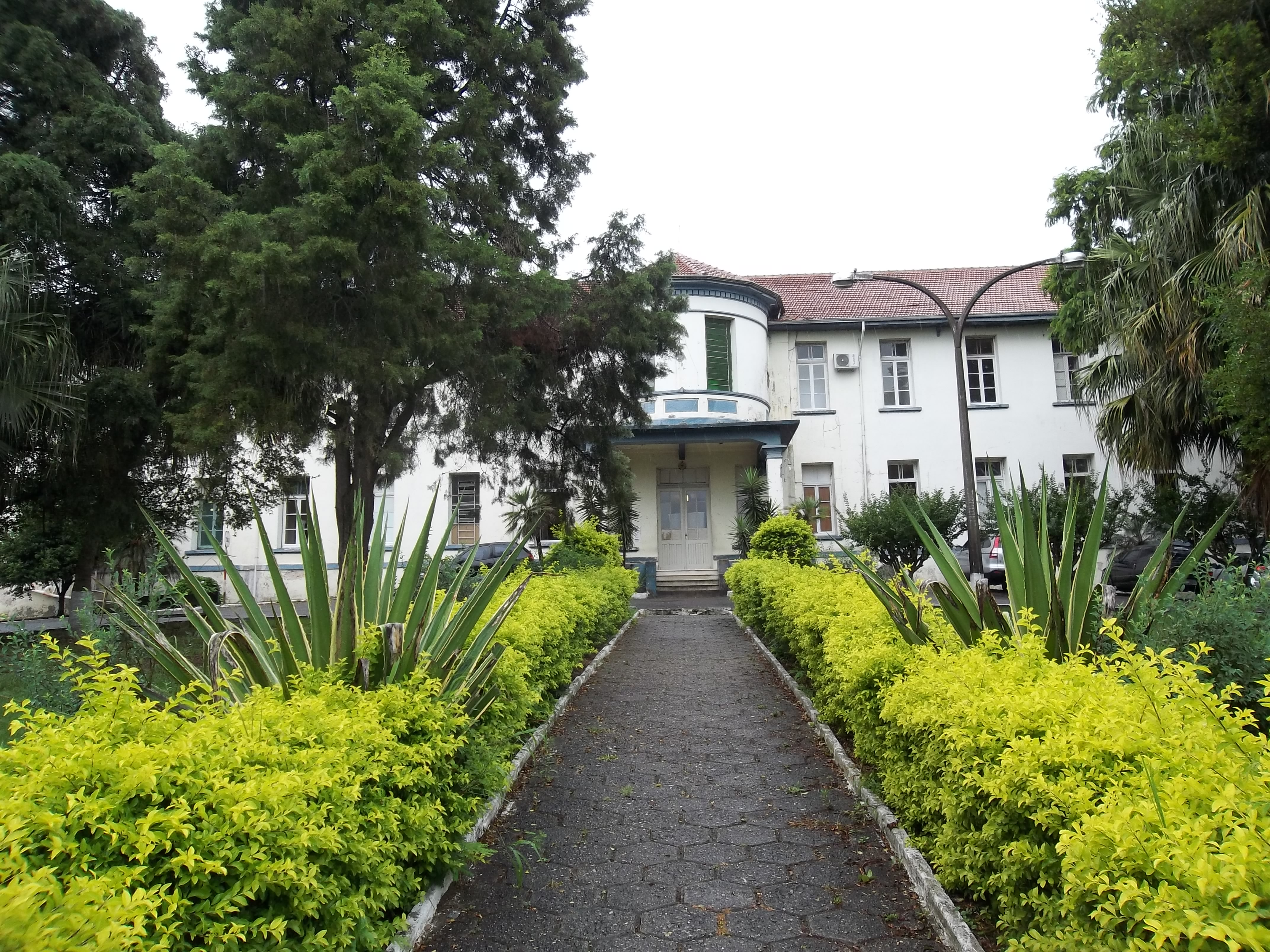
L'hôpital local.
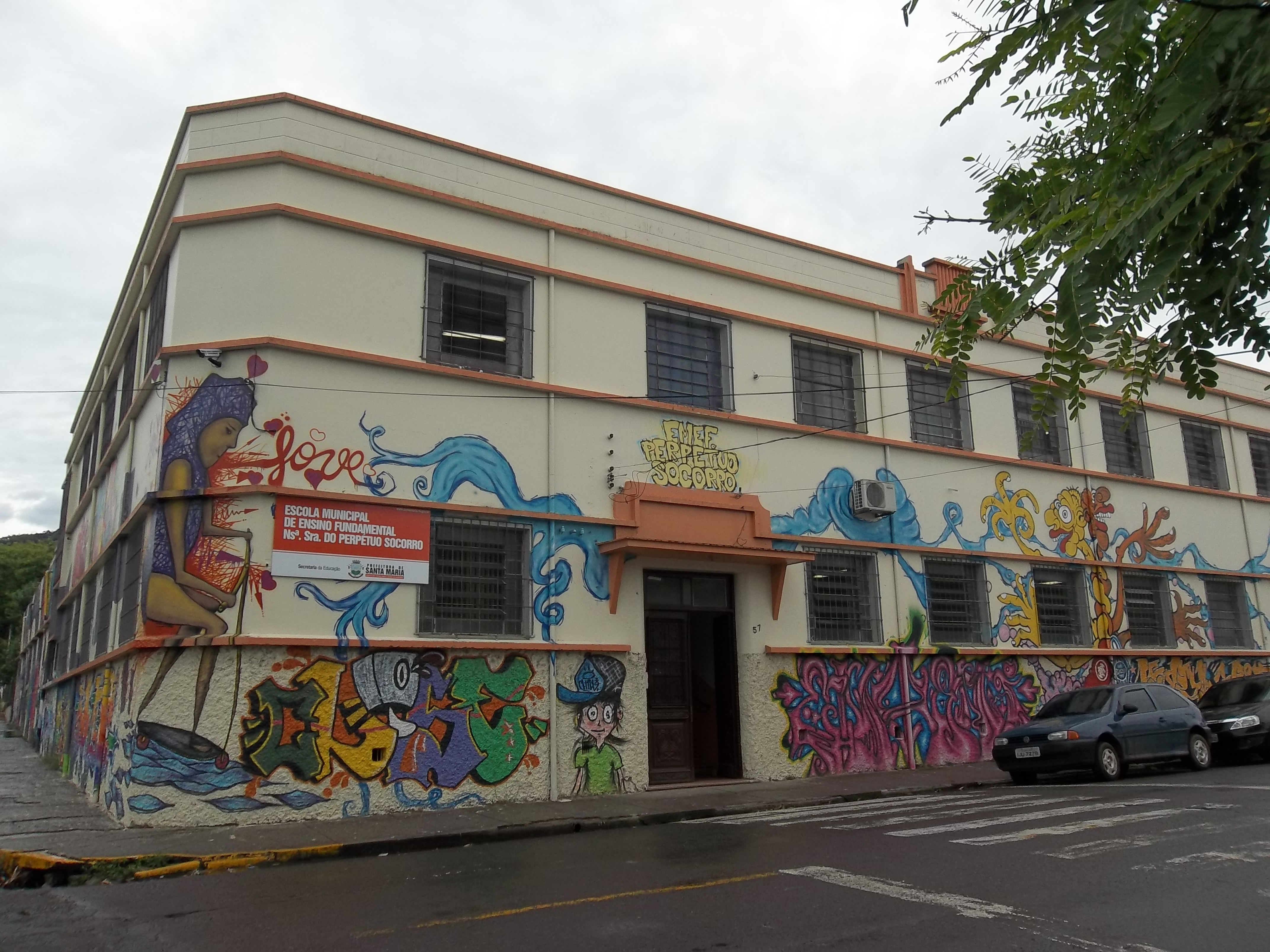
L'école municipale du quartier.